# ديك هولمبرغ
ديك هولمبرغ (بالإنجليزية: Dick Holmberg)‏ هو ربان ‏ أمريكي، ولد في 17 مارس 1931 في شيكاغو في الولايات المتحدة، وتوفي في 30 ديسمبر 2003 في Nellysford, Virginia ‏ في الولايات المتحدة.

## وصلات خارجية
- ديك هولمبرغ على موقع الاتحاد الدولي للملاحة الشراعية (موقع جديد) (الإنجليزية)
- ديك هولمبرغ على موقع اللجنة الأولمبية الدولية (الإنجليزية)
- ديك هولمبرغ على موقع أوليمبيديا (الإنجليزية)